# Michael Simões Domingues
Michael Simões Domingues, meglio conosciuto come Mika (Yverdon, 8 marzo 1991), è un calciatore svizzero naturalizzato portoghese, portiere del Moreirense.

## Carriera

### Club

#### União Leiria
Michael Simões Domingues, detto Mika, è nato ad Yverdon, in Svizzera, da genitori portoghesi e a 15 anni si unisce alle giovanili dell'União Leiria. Al termine della stagione 2008-2009 centra la promozione in Primeira Liga in qualità di terzo portiere. Il 26 febbraio 2010 fa il suo debutto in massima serie contro il Vitória Guimarães, sostituendo l'attaccante Carlão, a sua volta "sacrificato" per l'espulsione del portiere Hélder Godinho. Nel successivo tiro dal dischetto Mika non è riuscito a respingere il rigore. Nella stagione successiva parte ancora come portiere di riserva, anche se due delle sue tre presenze sono state contro lo Sporting Lisbona e il Benfica.

#### Benfica
Il 7 luglio 2011 viene acquistato per 500.000 euro dal Benfica, convinto delle sue buone prestazioni nel Mondiale under-20. Nella stagione 2011-2012 non trova mai spazio, vista la presenza dei due portieri più esperti Artur ed Eduardo. Mika gioca allora le successive due annate nel Benfica B, dove gioca con più regolarità.

#### Atlético CP
Il 27 gennaio 2014 rescinde il suo contratto quinquennale col Benfica e si accorda lo stesso giorno con l'Atlético CP, diventando il portiere titolare della squadra, la quale però retrocede in terza serie al termine della Segunda Liga 2013-2014.

#### Boavista
Nell'estate 2015 sottoscrive un contratto triennale col Boavista, con cui gioca due stagioni da titolare in Primeira Liga. La squadra di Oporto disputa due campionati piazzandosi rispettivamente al tredicesimo e al quattordicesimo posto. Mika raccoglie in totale 58 presenze e subisce 61 reti complessive.

#### Sunderland
Durante il mercato estivo 2016, diversi club di Premier League come il Leicester e il Sunderland mostrano interesse per il portiere portoghese. Il giocatore accetta la richiesta del Sunderland all'ultimo giorno di trasferimenti, ma il passaggio non viene finalizzato perché la finestra del calciomercato estivo è considerata chiusa. Il ritardo è dovuto ad una falla nel sistema portoghese e, dopo un appello alla FIFA, a Mika viene permesso di aggregarsi al club inglese, con cui si accorda per i successivi due anni.
Nella prima annata non colleziona nessuna presenza coi Black Cats, partendo come riserva di Jordan Pickford e Vito Mannone. Dopo un'altra metà di stagione a secco di apparizioni, il 12 gennaio 2018 il Sunderland e il portoghese rescindono il contratto di comune accordo.

#### Ritorno all'União Leiria
L'8 marzo 2018, dopo la deludente esperienza in Premier, Mika ritorna in patria nelle file dell'União Leiria, il club che lo ha cresciuto calcisticamente. La squadra di Leiria dalla terza divisione riesce a centrare la promozione in Segunda al termine della stagione in cui il portiere gioca solo due partite.

#### Belenenses SAD
Nel giugno 2018 firma col Belenenses SAD un contratto per una sola stagione. Terminata l'annata con sole due presenze e cinque gol subiti, Mika non rinnova col club e lascia Belém dopo un solo anno.

#### Académica
Nel 2019 milita nell'Académica di Coimbra.

### Nazionale
Mika, nonostante sia nato in Svizzera, ha sempre rappresentato le nazionali giovanili del Portogallo. Ha giocato da titolare i Mondiali Under-20 2011 in Colombia: ai quarti di finale contro l'Argentina para tre penalty durante i tiri di rigore, mentre durante la semifinale con la Francia raggiunge il record di minuti di imbattibilità ai Mondiali under-20. Il portiere ha raggiunto la finale della competizione subendo un solo gol, prima di perdere 2-3 nell'atto conclusivo contro il Brasile. Le buone prestazione gli hanno comunque consentito di vincere il Guanto d'oro del Mondiale.
Viene convocato dall'under-21 di Rui Jorge per le qualificazioni agli Europei 2013. Mika disputa metà delle partite ma il Portogallo manca l'accesso ai play-off di qualificazione.

## Palmarès

### Individuale
- Guanto d'oro del campionato del mondo Under-20: 1

Colombia 2011